# Command and Conquer : Alerte rouge 2
Pour les articles homonymes, voir Alerte rouge.
 (avril 2017).
Si vous disposez d'ouvrages ou d'articles de référence ou si vous connaissez des sites web de qualité traitant du thème abordé ici, merci de compléter l'article en donnant les références utiles à sa vérifiabilité et en les liant à la section « Notes et références ».
Command and Conquer : Alerte Rouge 2 est un jeu vidéo de stratégie en temps réel, développé par Westwood Studios sur PC et édité par Electronic Arts en octobre 2000.

## Histoire du développement
Le jeu fait partie de la série Command and Conquer et est une suite de Command and Conquer : Alerte rouge. Alliés et Soviétiques reviennent donc dans le jeu ainsi que quelques-uns de leurs bâtiments et véhicules mais aucun raccord n'est fait avec les autres Command and Conquer, contrairement au premier opus.
Le jeu se voit attribuer une extension, La Revanche de Yuri, en 2001.

## Synopsis
L'histoire se déroule après Command and Conquer : Alerte rouge, où l'on part du fait que les alliés ont gagné. Staline a péri et son remplaçant, Alexandre Romanov, est défini comme un homme de paix que les alliés pourront garder sous contrôle. Mais c'est sans compter les plans secrets de Romanov qui, aidé par son aide-de-camp Yuri et le général Vladimir, utilise la guerre civile du Mexique pour y envoyer ses troupes et les regrouper avant de faire un assaut surprise sur les États-Unis.
Averti, le président américain Dugan menace de riposter par une attaque nucléaire mais Yuri, qui est doté de puissantes facultés psychiques, parvient à faire échouer le lancement. Le président demande alors de l'aide aux anciennes puissances alliées pour une nouvelle guerre mondiale.
C'est à ce moment que le joueur choisit une des deux campagnes, Alliés ou Soviétiques, qui voient à terme la victoire du camp choisi.

## Système de jeu
Le jeu n'apporte aucun changement radical dans la façon de jouer par rapport à son prédécesseur. Les simples soldats peuvent désormais rentrer dans les bâtiments desquels ils peuvent faire feu ce qui leur offre une protection supplémentaire. Pour le reste, il s'agit toujours d'incarner un commandant de l'armée alliée ou russe et de construire sa base, de collecter une ressource (minerai), d'entraîner de nouvelles unités et de les lancer à l'assaut des objectifs. En mode escarmouche, on peut choisir un pays ayant rallié une des deux factions.
Les missions sont essentiellement urbaines, et les batailles se déroulent souvent près de monuments célèbres comme la tour Eiffel ou la Maison-Blanche, afin de mieux insister sur le côté  « guerre mondiale ».

## Personnages

### Alliés
- Michael Dugan (interprété par Ray Wise) est le président des États-Unis ;
- Le général Carville (interprété par Barry Corbin) qui entraîne et commande les nouveaux commandants ;
- Tanya Adams (interprétée par Kari Wuhrer), une agent sur le terrain qui apparaissait déjà dans Alerte Rouge. Elle peut abattre l'infanterie ennemie très facilement mais est inutile face aux véhicules. Elle peut également poser des bombes sur les bâtiments, les navires et les ponts, les détruisant instantanément ;
- Le lieutenant Eva Lee (V. F. : Françoise Cadol) (interprété par Athena Massey) qui joue le rôle de conseiller auprès du joueur.

### Soviets
- Alexandre Romanov (interprété par Nicholas Worth) est le chef de l'Union soviétique. Parent éloigné du dernier tsar russe, les alliés voulurent s'en servir comme marionnette jusqu'au moment où il leur déclara la guerre ;
- Le général Vladimir (interprété par Adam Greggor) est un général loyal et expérimenté, plus vieux commandant au sein de l'Armée rouge ;
- Yuri (interprété par Udo Kier) est l'aide-de-camp du président Romanov, et le responsable du programme de technologies psychiques permettant aux Soviétiques de prendre le contrôle de l'esprit de leurs ennemis. L'ennemi principal de Yuri est le général Vladimir, qui le soupçonne de ne pas être aussi loyal à Romanov qu'il le devrait. Il semble se voir tout seul à la tête du futur Empire soviétique ;
- Le lieutenant Zofia (VF : Céline Mauge) (interprété par Aleksandra Kaniak) est une femme Russe d'origine Bulgare. Elle est l'aide de camp du commandant soviétique (soit l'équivalent du lieutenant Alliée Eva Lee). Loyale au commandant soviétique plus qu'au président Romanov, elle semble également parfois montrer une certaine affection à l’égard du Commandant.

## À noter
- À l'instar de ses autres épisodes, les cinématiques ne sont pas en images de synthèse mais jouées par de vrais acteurs.
- Le World Trade Center, bien que mentionné dans le briefing, est considéré comme un simple bâtiment au cours du jeu tandis que les autres monuments sont décrits par leurs vrais noms.
- Le Pentagone est délimité en quatre parties, et non cinq.
- Le président américain est élégant et intelligent tandis que le président russe est gros et puéril. De même, Zofia arbore une tenue bien plus inquiétante qu’Eva.
- Yuri ressemble très fortement à Lénine. D'ailleurs, dans un des briefings de la campagne soviétique, Yuri montre une photo de Lénine et de Staline ensemble qui a été trafiquée de sorte que la tête de Yuri figure à la place de celle de Lénine.

## Accueil
| Alerte rouge 2        |      |       |
| Média                 | Pays | Notes |
| Computer Gaming World | US   | 4/5   |
| GameSpot              | US   | 85 %  |
| Gen4                  | FR   | 13/20 |
| Joystick              | FR   | 85 %  |
| Next Generation       | US   | 4/5   |
| PC Gamer UK           | GB   | 92 %  |
| PC Gamer US           | US   | 85 %  |
| PC Zone               | US   | 82 %  |